# Coordination des universités de recherche intensive françaises
La Coordination des universités de recherche intensive françaises (CURIF) est un réseau regroupant les plus importantes universités françaises en termes de recherche. La CURIF a prononcé sa dissolution en novembre 2020.

## Histoire
Fin 2008, treize universités françaises dites "de recherche intensive" se sont regroupées au sein de cette coordination. L'initiative en revient à Jean-Charles Pomerol, alors président de l'université Pierre-et-Marie-Curie. Ce réseau est issu de certains membres de la Conférence des présidents d'université (CPU) et ne comptera jamais plus d’une vingtaine de membres.
Il s'agit d'un réseau comparable à ce qui existe déjà aux États-Unis (Association of American Universities) ou en Europe. En Grande-Bretagne, l’équivalent de la CURIF est le Russell Group; et, en Allemagne, ce sont les neuf universités auxquelles le gouvernement a accordé le label d’excellence. À l’échelle européenne existe aussi la LERU (League of European Research Universities) dont font partie trois universités françaises : l'Université Paris 11-Sud, l'Université de Strasbourg et Sorbonne Université; la Guilde des universités européennes de recherche  à laquelle appartient l'université de Paris ainsi que la International Research Universities Network dont fait partie l'Université de Poitiers.
Les universités de la CURIF sont toutes très présentes à l’international et, à l'échelle nationale, regroupent la majorité des d’unités mixtes de recherche du CNRS pour les sciences humaines et les sciences exactes; ou INSERM, pour la médecine. Pour le droit, il est tenu compte du nombre de thèses soutenues. Ensemble, les universités membres de la CURIF dirigent 11 000 thèses par an, hébergent la quasi-totalité des lauréats des prestigieux financements européens de l'ERC, et représentent un montant de contrats en cours avec des entreprises de près d’un demi-milliard d’euros.

## Membres
En janvier 2020, la CURIF regroupe les dix-sept universités suivantes ,, : 
- Sorbonne Université
- Université d'Aix-Marseille
- Université de Bordeaux
- Université Grenoble-Alpes
- Université de Lille
- Université de Lorraine
- Université Claude-Bernard-Lyon 1
- Université de Montpellier
- Université Côte d'Azur
- Université Paris 1-Panthéon-Sorbonne
- Université Paris-Cité
- Université Paris 10-Nanterre
- Université Paris 11-Sud
- Université Rennes 1
- Université de Strasbourg
- Université Toulouse 1-Capitole
- Université Toulouse 3-Paul-Sabatier